# Федеральный закон № 76 (О праве на ипотечные каникулы)
Федеральный закон «О праве на ипотечные каникулы» от 1 мая 2019 г. N 76-ФЗ — нормативный акт, определяющий порядок получения паузы в обслуживании ипотечного кредита («право на ипотечные каникулы») теми, кто потерял работу или оказался в трудной жизненной ситуации.
Полное название — Федеральный закон от 1 мая 2019 г. N 76-ФЗ «О внесении изменений в отдельные законодательные акты Российской Федерации в части особенностей изменения условий кредитного договора, договора займа, которые заключены с заемщиком — физическим лицом в целях, не связанных с осуществлением им предпринимательской деятельности, и обязательства заемщика по которым обеспечены ипотекой, по требованию заемщика».

## История
Финансовая и общеэкономическая ситуация в России 1990-х (включая, прежде всего, гиперинфляцию первой половины десятилетия) совершенно не располагала к развитию ипотечного кредитования. Именно поэтому первый и основополагающий нормативный акт по этой теме - Федеральный закон № 102-ФЗ «Об ипотеке (залоге недвижимости)» был принят лишь в середине июля 1998 года. При этом спустя месяц наступил дефолт-1998 с последующим кризисом в отечественной экономике, и несколько лет ипотечный рынок в стране практически отсутствовал, став относительно массовым явлением только во второй половине «нулевых».
Соответственно, не очень активно обновлялась и законодательная база. Нормативные акты, вносившие поправки в документ 1998-го года, как правило, затрагивали тему ипотечного кредитования лишь частично: при том, что за два десятилетия документ претерпел ощутимые изменения (предыдущие вступили в силу 1 января 2019 года). Отметим, что закон 76-ФЗ вносит изменения и дополнения не только в № 102-ФЗ, но и в остальные нормативные акты:
- Федеральный закон от 11 ноября 2003 года  N 152-ФЗ «Об ипотечных ценных бумагах»,
- Федеральный закон от 30 декабря 2004 года N 218-ФЗ «О кредитных историях»,
- Федеральный закон от 21 декабря 2013 года N 353-ФЗ «О потребительском кредите (займе)»,
- Федеральный закон от 13 июля 2015 года    N 218-ФЗ «О государственной регистрации недвижимости».

## Новое в законе 76-ФЗ
Главное в новом законе — исключительно подробное описание процедуры реализации права гражданина России на ипотечные каникулы (именно так в данном случае называют в СМИ и экспертном сообществе то, что в законе определяется как «изменение условий кредитного договора, договора займа»). Подробно прописаны и обстоятельства, определяемые как «трудная жизненная ситуация»: регистрация заемщика в качестве безработного гражданина, который не имеет заработка, в органах службы занятости в целях поиска подходящей работы, признание заемщика инвалидом и установление ему федеральными учреждениями медико-социальной экспертизы I или II группы инвалидности, временная нетрудоспособность заемщика сроком более двух месяцев подряд, а также резкое (более, чем на 30%) снижение среднемесячного дохода заемщика а два месяца или одновременное снижение среднемесячного дохода за два месяца свыше 20% и увеличение количества лиц, находящихся  у заемщика на иждивении.
В рамках одного кредитного договора право может быть реализовано только один раз. При этом сумма займа не может превышать 15 млн рублей. Право заёмщика реализуется в рамках обращения к кредитору с требованием об установлении «льготного периода» сроком до шести месяцев, в пределах которого (по выбору заемщика) может быть или приостановлено исполнение обязательств, или уменьшен размер периодических платежей заемщика.
Вводимые законом 76-ФЗ новеллы во многом соответствуют объявленному руководством страны курсу на цифровизацию экономики. В нём подробно расписывается употребление таких новаций, как электронная закладная, электронная цифровая подпись и др.

## Использование права на ипотечные каникулы
Информация об основных положениях закона в формате "Вопросы и ответы" опубликована на сайте Госдумы. Практические советы о том, как воспользоваться правом на ипотечные каникулы, появились еще за несколько месяцев до вступления закона в силу, в форме аналитики/инструкций, в профильных разделах крупных федеральных СМИ.